# Change Ur World
Singles de KAT-TUN
Going!
(2010) Ultimate wheels
(2011)
Change Ur World est le 13e single du groupe KAT-TUN sorti sous le label J-One Records le 17 novembre 2010 au Japon. Il atteint la 1re place du classement de l'Oricon. Il se vend à 230 829 exemplaires la première semaine et reste classé 13 semaines, pour un total de 255 618 exemplaires vendus. Il sort en format CD, CD+DVD Type A et CD Type B.
Change Ur World a été utilisé comme thème musical pour l'émission Going! Sports & News dans laquelle Kamenashi Kazuya a été le commentateur provisoire durant une semaine spéciale. Elle se trouve sur l'album Chain.

## Liste des titres
| 1. | Change Ur World                                       | Laika Leon, Eco     | Andreas Johansson, Anderz Wrethov                                              | 4:33 |
| 2. | GIVE ME, GIVE ME, GIVE ME                             | Sean-D              | Jeff Miyahara                                                                  | 4:15 |
| 3. | NEVER × OVER ～「-」IS YOUR PART～                    | Koki Tanaka, Minori | Hans Johnson, t-oga, Nao, ATSUSHI, Ueda Tatsuya, King of Slick, Magnus Funemyr | 5:02 |
| 4. | Change Ur World (Original Karaoke)                    | Laika Leon, Eco     | Andreas Johansson, Anderz Wrethov                                              | 4:33 |
| 5. | GIVE ME, GIVE ME, GIVE ME (Original Karaoke)          | Sean-D              | Jeff Miyahara                                                                  | 4:14 |
| 6. | NEVER × OVER ～「-」IS YOUR PART～ (Original Karaoke) | Koki Tanaka, Minori | Hans Johnson, t-oga, Nao, ATSUSHI, Ueda Tatsuya, King of Slick, Magnus Funemyr | 4:58 |

| 1. | Change Ur World | Laika Leon, Eco | Andreas Johansson, Anderz Wrethov | 4:33 |

| 1. | Change Ur World (PV+Making of)        |  |
| 2. | Summer Premium Event 2010 (Making of) |  |

| 1. | Change Ur World                      | Laika Leon, Eco | Andreas Johansson, Anderz Wrethov        | 4:33 |
| 2. | Remember                             | Sean-D          | Shusui, Fredrik Hult, Carl Utbult, JUNYT | 4:10 |
| 3. | NEET MAN (Ueda Tatsuya) (ニートまん) | Ueda Tatsuya    | Katsuhiko Kurosu                         | 3:48 |
| 4. | GIRLS (Junnosuke Taguchi)            | NTT             | Eiji Kawai, NTT                          | 3:40 |